# Адольф II Нассауский
Адольф Нассау-Висбаден-Идштейнский (нем. Adolf von Nassau-Wiesbaden-Idstein; около 1423 — 6 сентября 1475, Эльтвилле-ам-Райн, Гессен) — под именем Адольф II курфюрст и архиепископ Майнцский в 1461—1475 годах.

## Биография
Адольф родился в семье графа Адольфа II Нассау-Висбаден-Идштейнского и его супруги Маргариты Баденской. Во время выборов майнцского архиепископа в 1459 году соборным капитулом у него с минимальным перевесом выиграл Дитер фон Изенбург. Однако спустя два года, в 1461 году, в связи с оппозиционной позицией Дитера в отношении императора и папы, он был смещён Пием II. Одновременно папа назначил Адольфа новым архиепископом Майнца.
Город и соборный капитул Майнца по-прежнему поддерживали Дитера, поэтому Адольфу II пришлось для вступления во власть применить силу. В результате достаточно кровопролитной, длившейся год, междоусобицы (так называемая Баденско-пфальцская война), 28 октября 1462 года войска Адольфа взяли Майнц, истребив при этом 500 своих противников и изгнав из города 400. Военные действия продолжались после этого ещё в течение года, пока Дитер не был вынужден отказаться от архиепископства. По договору, заключённому в Цельсхейме, он в качестве возмещения получил города Хёхст (ныне часть Франкфурта-на-Майне), Штейнхейм (ныне часть Ханау) и Дибург с прилегающей территорией, а также значительную денежную сумму.
Адольфу II удалось отменить дарованные городу архиепископом Зигфридом III фон Эппштейном свободы, права и привилегии, чем положил конец существованию «Свободного города Майнц» (Freie Stadt Mainz). В 1470 году он повелел изгнать всех евреев с территории Майнцского архиепископства. Похоронен в Эбербахском монастыре.
Адольфу II наследовал архиепископство Майнцское его старый противник Дитер фон Изенбург.